# Windach

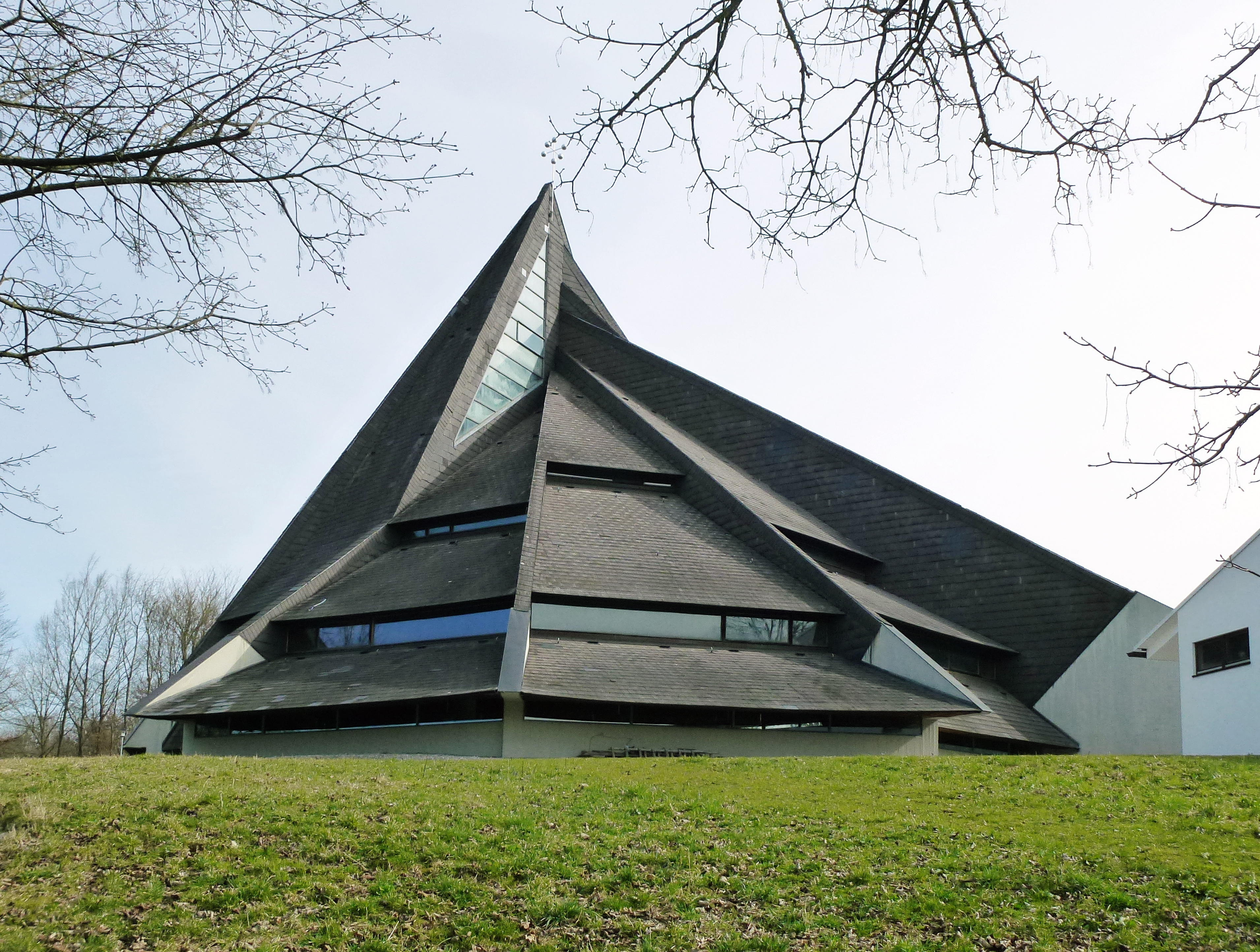
Autobahnkirche (Iglesia de la Autopista)

Windach es un municipio situado en el distrito de Landsberg, en el estado federado de Baviera (Alemania). Tiene una población estimada, a fines de 2021 de 3793 habitantes.
Está ubicado al suroeste del estado, en la región de Alta Baviera, cerca de la frontera con la región de Suabia, del río Lech —un afluente derecho del Danubio— y del lago Ammer.